# Благодать
Благода́ть (івр. חֵ֖ן, ẖen; грец. χάρις, charis; лат. gratia) — у християнстві надприродний дар Божий, наданий розумним істотам (людям, ангелам) заради їхнього вічного спасіння. Прояв щедрої та вільної Божої любові, що не потребує нічого взамін. Ласка Святого Духа. Поряд із цим у рамках християнства також існує інший погляд (з боку старозавітного Закону-Тори) за якою люди отримують блага від Бога не просто так, а для того, щоб виконувати протягом життя Його волю і слідувати Його вказівкам.

## Визначення слова благодать
Етимоголочно єврейського слова «ген» найповніше передається грецьким словом χάρις, від якого походить і міфологічне ім'я грец. Χάριτας Грації (благодать), що символізує все те, що є гарним і добрим у творіннях, відблиском і даром над істотної краси божества.
Отже, широко вживаний у Св. Письмі вислів «благодать» має суб'єктивне значення (благовоління, щедрість, вдячність) і об'єктивне (дар). Св. Тома Аквінський ретельно зазначає що благодать в звичайному сприйнятті розуміється як доброзичливість, як дар, як вдячність. Друге значення виводиться з першого, а третє з першого й другого.
Останнім і найбільшим даром Бога для людства є Ісус Христос, Єдинородний Син, Втілене Слово. Увіковіченими словами пише св. Іван у своєму Євангелії: 
| «Бог бо так полюбив світ, що Сина свого Єдинородного дав» (Ів 3, 16) |.
І дав Його, як побачимо, на спасіння всіх. Можемо твердити, що Христос — це уособлена Божа благодать. Сам св. Іван говорить, що Втілене Слово є повне благодаті й істини і ми всі одержали з Його повноти (Ів 1, 14 і 16).
Об'єктивний світогляд Заходу знайшов у схоластиці, передусім у св. Томи, таку основу, що скристалізувала багатства ласки в арістотелівській теорії про стани (abiti), оминаючи більш динамічний і психологічний напрям Августина. Після сімох віків переваги томістичної думі сьогодні радо звертаються до гадки св. Авґустина і до концепції східних вчителів, розвиваючи науку про благодать в більш пристосованій до психологічної структури людини формі. Саме йому класичний трактат De gratia тепер є поданий під багатозначною назвою лат. Anthropologia supernaturalis.
Треба визнати, що загалом схоластика занедбала суб'єктивно-психологічний аспект віри й благодаті, в той час, коли у Святому Письмі одна і друга остаточно є вислідом життєвої і особистої зустрічі і злуки між віруючим і Богочоловіком.
До вірного погляду про Бога й Христа в їхній істотності долучається сприймання відчуття Бога з нами і Христа в нас.

## Види благодаті
- благодать несотворена: сам Бог, який уділяється людям.
- благодать сотворена: дар, даром даний Богом.
- благодать Божа: благодать, що розглядається як незалежна від заслуг Христа (наприклад, благодать Адама).
- благодать Христова: та, що випливає з заслуг Спасителя.
- благодать зовнішня: та, що торкає людину ззовні (наприклад, Євангеліє).
- благодать внутрішня: що вливається в дух людський, діючи на його снаги.
- благодать даром дана: що Бог дає людині для добра інших (наприклад, благодать пророцтва).
- благодать добродійна: призначена для добра того, хто її одержує.
- благодать діюча: динамічний перехідний дар (наприклад, імпульс на волю людини).
- благодать постійна (освячаюча): постійний дар, що живе в злуці з душею (наприклад, віра, любов).

Благодать діюча ділиться на різні роди: побуджуюча, попереджуюча, вистачальна, успішна тощо

## Біблійні основи вчення про благодать
Джерелом Божого об'явлення, звідси й науки віри, є Бог. Святе Письмо, доповнене й просвічене традицією, від якої ніколи не відлучається. Благодать, як кожну іншу істину віри, досліджується передусім у Біблії, що подає нам історію спасіння людини. Бог, що є автором Св. Письма, поступово проявляє свою ласку з допомогою фактів і слів від Старого до Нового Завіту. Завжди постає давня проблема відношення між обома Завітами і способом їх інтерпретації. Розділяти і протиставляти їх було помилкою, властивою єретикам (Маркіон), але ніколи Церкви, яка зібрала і з пошаною берегла обидва Завіти як святий скарб. Поза небезпекою відділення є ще й небезпека злиття, чого також треба уникати. Обидва Завіти, створені Божою педагогікою, відповідають органічному Божому планові, йдучи від темного до ясного, так що «Новий Завіт був укритий у Старому, а Старий став ясним у Новому»
Та було б помилкою шукати в Старому Завіті точного поняття й навчання про ласку, так само було б принаймні перебільшенням шукати їх виключно в Новому Завіті. Фактично, в Старому Завіті об'являється основний мотив заповіту чи угоди між Богом і вибраним народом в значенні, що Бог зобов'язується боронити й провадити народ своїм провидінням і своїм законом; народ зобов'язується до вірности своєму Богові передусім зберіганням заповідей і закону. Та побіч тієї схеми майже юридичної угоди є ще й інші мотиви, які представляють відношення між Ізраїлем і Богом у більш людській і теплій формі. Бог є не лише Творцем, Володарем, Господом Вселенної, але й Батьком, який знає, як згармонізувати справедливість з милосердям і любов'ю. Насамперед псалми є повні тих почувань: Бог є справедливістю і всемогутністю, є безмежною мудрістю, але має крім того й доброту, яка по-материнському схиляється над людськими слабостями, над убогими, над немічними, є бальзамом, який лікує душу, скріплює її, відроджує й робить щасливою. «Яка дорога, о Боже, твоя ласка; людські сини прибігають під захист твоїх крил. Насичуються ситтю дому твого, потоком солодощів твоїх їх напуваєш. Бо в те джерело життя, у світлі твоєму побачимо світло Продов) твою ласку тим, що тебе знають, і справедливість тим, праві серцем» (Пс 36).
Уважне і спокійне читання псалмів освітило б в райдухних образах усю красу, яку богослов'я й пізніша аскеза знаходять у сфері ласки як життя в злученні з Богом. В цій красі особливо блищить:
- батьківство Боже до народа як до законного сина (вже в Пт: Вх 4, 22; 34; Вт 8, 5; 14, 1; 32, 6 і ін); це законне синівство є не лише збірне, але й особисте, як бачиться, наприклад, з об'явлення Натана про Давида (2 Цар 7, 14):

| «Я буду йому батьком, а він буде мені сином» |
; 
- наче подружжя, відношення між Богом і людьми (Ос 1-3; Єр 2, 2; Єз 16, 8; і в натуралістичному стилі в Пісні Пісень);
- внутрішній Характер релігії (зовнішня форма, яка з бігом віків звиродніла в формалізмі аж до фарисейства, осудженого Христом);
- таємниче діяння Бога в інтимній сфері душі й усієї людської психології на оздоровлення людини від гріха.

| «Оздорови мене, о Господи, і я стану здоровим» (Єр 18, 6) | 

| «Наверни мене навернуся, бо Ти, Господи, є моїм Богом» (Єр 31, 18) |

| «Нахили наші серця до Себе, щоб ми ходили Твоїми путями» (3 Цар 8,58) | 

| «Вилікуй душу мою, бо я згрішив перед Тобою» (Пс 40, 5) | 
| «Серце чисте створи мені, о Боже, і дух потужний у нутрі моїм» (Пс 50, 12). |
 

Ця дія Божа на душу є такою, що може перемогти увесь опір засліплених і збунтованих людей. Дуже виразним є текст Єзекиїла: 
 |  | Я дам їм інше серце і вкладу в них новий дух, я вийму з їхнього тіла кам'яне серце й дам їм серце тілесне, щоб вони за моїми заповідями ходили… (Єз 11, 19) | 
 Ті й інші свідоцтва Старого Завіту є обіцянкою, івступом і передсмаком царства ласки, відновленого Христом з Новим Завітом.
Але не можна думати, що в Старому Завіті не було праведних і святих осіб, й тому наділених Божою благодаттю; це праймає й св. Тома, який, однак, справедливо зазначує, що ті упривілейовані душі належать вже до Нового Завіту, тому що «будугь оправдані…вірою в Христа»
В синоптиків панує ідея і благовість Царства Божого, урочисто відкритого Христом, ціле ж Євангеліє названо «Євангелієм Царства» (Мр 1, 15). Це Царство складне, видиме і невидиме, дочасне й вічне, індивідуальне й соціяльне, вже сутнє, але також майбутнє (есхатологічне). Синоптики неустанно підкреслюють духовні характеристики того Царства. До нього вступається дорогою зміни мислення, духа (metavnoia), що в Вульґаті перекладено «каяттям»). Таку переміну, заповідану Хрестителем, підкреслює сам Ісус (Мт 4, 17): «Покайтеся (metavnoian), бо наблизилось Царство Небесне». Це каяття є зв'язане з хрещенням, яке веде до віри й спасіння.
Крім того, синоптики свідчать, що Ісус Христос вимагає обов'язкової внутрішньої праведності (яку передбачали вже пророки) проти зовнішнього лицемірства фарисеїв: 
|  | Направду кажу вам, що коли ваша праведність не перевищить книжників та фарисеїв, не ввійдете в Царство Небесне (Мт 5, 20). |

 Справедливість, бажана Ісусом, є внутрішньою, чистосердечною і простою, як у дітей (Мт 18, 3). Справедливість-праведність має свій вершок у любові до Бога й ближнього: це є найбільша заповідь, яка включає в собі ціле Об'явлення (Мт 22, 37). Але вона здійсняється тільки в Христі й через Христа, до якого закликується кожну людину належати з вірою, любов'ю й молитвою. Любов Христа має переливатися на ближнього, в якому Він живе й терпить (Мт 25, 31 і далі). Ці положення переростають в органічні прояви ласки в св. Павла й св. Івана з двома відмінними характеристиками, які себе не виключають, але навпаки, себе взаємно доповняють. Св Павло бачить у ласці особливо сотеріологічну функцію (лік на гріх), а св. Іван бачить її з більших висот, а саме — як злуку з Богом.
Св. Павло виходить з погляду на гріховне людство, яке сталось таким через упадок його глави (начала) — Адама, якому він протиставить Христа, що прийшов спасти те, що загинуло (Рм 5). Від Адама походить царство гріха, до якого є склонні всі нащадки першоотця, а від Христа, навпаки, — маємо царство справедливости й святости, яке люди можуть здобути, коли відродяться в Христі хрещенням і належатимуть до Нього вірою: 
 |  | Ми поховані з ним через хрещення на смерть, щоб як Христос воскрес із мертвих славою Отця, і ми теж жили новим життям (Рм 6, 4) | 
 Це відродження в хрещенні є даром Божим, завдяки якщо людина стає членом Містичного Тіла Христа, Христос же їх живить даром надприродного життя. Віра є початком оправдання, що розвивається під діянням Христа-Голови з допомогою Святого Духа Що більше, нове життя означає зодягнутися в Христа (Рм 13, 14; Гл 3, 27), щоб стати новою людиною (Кл 3, 9), новим сотворінням: 
 |  | Тому, коли хтось у Христі, той є новим сотворінням. Старе минуло, настало нове (2 Кр 5, 17) |
 Св. Павло, представляючи себе міг зразок християнина, твердить постійно, що в ньому перебував Христос, та й він живе в Христі (Гл 2, 20; Фл 1, 21); цю життєдайну злуку можна б назвати чудесним співжи симбіозом. Вщеплена в Христа, замешкала Духом Свяі (Кр 3, 16; Еф 2, 21), охрещена особа живе надприродним життям, яке св. Павло звичайно називає висловами «pneuma cari carisma» (дух, благодать, харизма), представляючи їх вступом до життя вічного (Рм 6, 22). Додамо ще гарний текст Третього
Листа до Тита: 
|  | Він спас нас не ради діл справедливости, які ми були зробили, але з свого милосердя, купіллю відродження і відновлення Святого Духа, якого вилив на нас щедро через Ісуса Христа, нашого Спаса, щоб ми, оправдані Його благодаттю, стали, згідно з надією, спадкоємцями життя вічного (Тит 3, 5) |

Св. Іван хоч і говорить про відкуплення, спокутування гріха через Христа (1 Ів 2, 2), однак охочіше розвиває тему життєдайної злуки: нова людина, яка належить до Втіленого Слова родиться від Бога і тому є дитиною Божою (Ів 1); треба відродитися з води й Святого Духа, щоб увійти в Царство Боже (Ів 3). Життя, почате хрещенням, оживляється Євхаристією: цілий 6-й розділ Євангелія від Івана присвячений темі «Хліб життя», необхідності споживати тіло й пити кров Сина Чоловічого (Христа), щоб мати життя в собі. Це життя Син зачерпує від Отця й переливає в душі вірних. Св. Іван не занедбує й поняття Павла про Містичне Тіло, ба навіть зображує його в гарному образі виноградини й гілля, який вимагає обов'язковості бути в Христі, щоб Христос був у вірних. Саме Він робить їх здатними дати овочі святості й життя вічного (гл. 15). Так Павло, як і Іван, сходяться в понятті про дане (законне) синівство в Христі.
Цікавим, однак, є ще один текст св. Петра в його Другому Листі: 
|  | Бо Його Божа сила дала нам усе до життя та побожності, завдяки пізнанню того, хто нас покликав своєю славою і силою! Завдяки їм нам були даровані цінні й превеликі обітниці, щоб ними ви стали учасниками Божої природи (2 Пт 1, 3-4 і 23) |

. Основним поняттям тут є те, що Бог дарував нам обіцяні месіянські добра в Христі, щоб ми стали учасниками Божої природи, тобто щоб були піднесені до Божої висоти і стали дітьми Божими. В сильному виразі «учасники Божої природи» не можна не бачити тієї життєдайної злуки, про яку говорять св. Павло й св. Іван. Отці Церкви й богослови бачать у тому ласку в її найглибшому значенні — введення до життя вічного.
З цих свідчень Нового Завіту можна зробити висновки:
- що Бог при помочі Христа Відкупителя викликає в нас духовне оновлення, яке є дійсним не лише морально, але також онтологічно (йдеться про відродження, про відродження, про нове сотворіння, нову людину, нове життя);
- оновлення, це добровільне уділення Божого життя є незаслуженим нами даром від Бога понад вимогами людської природи, й тому є надприродним. Пригадується св. Павло: «Бо ви спасенні благодаттю через віру й це не від нас: це дар Божий. Він не від діл, щоб ніхто не міг похвалитися» (Еф 2,8);
- відродження людини є джерелом надлюдської активносте, яка заслуговує життя вічне, спадкоємцем якого нова людина стає силою свого, даного їй синівства Божого, згідно з словами св. Павла:

```

```

| «Коли ж діти, то й спадкоємці Божі, співспадкоємці Христа…» (Рм 8,15) |

## Отці Церкви
Треба визнати, що в перших століттях християнства не знаходимо доктринальних свідоцтв про ласку: неофіти жили вірою, ласкою і даруваннями, були пройняті свідомістю боронити письмами правди, які оспорювали єретики: наприклад, людську природу й Божество Христа, Тройщо. Щоб зустрінутись з розвитком науки про ласку, нам треба перейти до IV сторіччя, коли єресь Пелагія загрожувала вірі про ласку й цілому надприродному порядкові. Захисником віри в тій важкій полеміці був св. Авґустин. Та це не значить, що св. Авґустин винайшов ласку разом з первородним гріхом, як писав Гарнак. Відомо, що ще перед св. Авґустином не бракувало свідоцтв про ласку, нехай і не в точних термінах і під різними аспектами, радше практичними, ніж теоретичними.
Ось деякі зразки з апостольських часів. Климент Римський в листі до коринтян пише про «Духа ласки, який вилився на нас». В іншому місці описує з захватом наслідки ласки: 
|  | Якими щасливими й чудесними є дари Божі! Життя в безсмерті, блеск у справедливості, правда в свободі, віра в довір'ї, стриманість у святості |

. Ці дари є даром даними і вимагають співпраці людини, хоч і лишається завжди безкорисним наше виправдання, яке походить не від нас, але від Божої волі. 
|  | Отже ми, покликані Його волею в Христі Ісусі, оправдуємось не самі від себе, ані нашою мудрістю... і діла, що їх доконуємо в святості серця, але при помочі віри |

 І відразу додає: 
|  | Чи ж залишимо добрі діла... хай Бог ніколи не дозволить того в вас, але з пильністю та жвавістю спішімо сповнити кожне добре діло |

. Справа гідна уваги Клймент тими словами до певної міри вже тоді випереджує осудження двох великих єресей: пелагіянізм й лютеранство.
Лист Псевдо-Варнави (96-98 р.) говорить про «духа, влитого від чесного джерела», а потім про вірних, які мають стати святинею Бога живого: 
|  | Увага! збудується в імені Господа, щоб святиня Господня величаво піднеслася. Яким способом? Ось: одержавши відпущення гріхів і надію в імені Господа, ми стали новими, цілковито сотворені від початку. Тому в нас, у нашому мешканні Бог перебуває справді |

. Пригадаймо думку св. Павла!
Ігнатій Мученик (+107 р.) має яскраві фрази про те, що християнян «покликано до життя кров'ю Бога» (Еф. 1). Початком того нового життя є віра, кінцем є любов. Повчає він християн сильними словами: 
|  | Відродіться самі в вірі, яка є Тілом Господнім, і в любові, яка є кров'ю Ісуса Христа. Називає також ласку: Вірю в ласку Ісуса Христа, й визволить нас від усяких пут |

.
Пастор Герми (половина II сторіччя) має дуже живий вислів про хрещення: «Поки людина одержить ім'я Сина Божого — вона є мертвою, коли ж одержала печать, відкладає смертність і бере знову життя. Печаттю, отже, є вода, тому в воду сходять мертві, а виходять живі». На цих і інших документах (літургічних, археологічних) основується, з достатньою певністю, віра примітивної Церкви. Віра ця зводиться до твердження: Христос через заслуги своїх страждань і смерті дає людям з допомогою хрещення надприродне життя дорогою відродження в вірі й любові, з виростають овочі добрих діл для життя вічного. Існує поняття ласки, хоч і немає ще слова.
Та між І і II сторіччями на Сході спалахнув напрям, запалений гностиками й грізно побільшений маніхеями, які проголошували песимістичну науку про світ і людину. Церковні письменники реагували також під впливом грецького оптимізму, злагіднюючи й залишаючи в тіні первородний гріх і його сумні наслідки.
(Прим. Деякі і прихильники Антіохійської школи дійшли до заперечення правдивої й властивої передачі первородного гріха: так вважали Діодор із Тарзу, а дещо пізніше також Теодор з Мопсвестії. Може західний пелагіянізм, як побачимо, запускає своє коріння в те довкілля через Руфина Сирійця, що навчав у Римі й між слухачами був також Пелагій.)
Вони воліли говорити про освячення людини як злуку з Богом, як певного роду обожествлення людини.
Климент Алекеандрійський (Pedagogo III,1,1) висказується сильно й виразно: «Ця людина, в якій мешкає Слово, не змінюється, не формується, але має форму Слова й уподібнюється до Бога; є гарною, але не робиться гарною; це правдива краса, тому що вона є Богом, ця людина стає Богом, тому що бажає того самого, чого бажає Бог». В тій самій праці (І, 6, 25) він виносить успішність хрещення, яке просвічує, творить законними дітьми Божими; і закінчує, кажучи, що хрещення й його дія називається ласкою, просвіченням, удосконаленням, обмиванням.
Оріген (De principi І, 1, 3) говорить про ласку як про дію Святого Духа й уточнює, що ця дія розуміється не в матеріяльному, але духовному плані як вплив освячуючої сили. Сила ця діє на всіх тих, що заслуговують на те, щоб бути освяченими при помочі ласки. Та багатшою стає наука Отців Церкви IV і V сторіч, справедливо названих золотим віком Як знаємо, в тому часі появляються великі єресі, які спотворюють таїнство Пресвятої Тройці (Арій) і таїнство Воплочення Слова (Несторій і Євтихій), беручи під сумнів правди про божество Слова й Святого Духа і, послідовно, про дійсне божество Христа. Між різними доказами, які вживають Отці, щоб боронити правдиву віру, важливим є наступний: з Святого Письма знаємо, що людину звільнено від гріха, освячено й обожествлено ділом Христа й Святого Духа, які, якщо б не були дійсно Богом, не могли б обожнювати людей.
Атанасій, який боровся проти аріянства, радо відстоює цю концепцію: прародичі втратили нетління (ау^агзіуа), бо відлучилися від Слова; треба повернутися до злуки з Словом, щоб оздоровитися від гріха й тління. Далі поясняє цю злуку допомогою впливу Божого, що перемінює людину: «Бувши тим самим Сином, яким Отець обожествляє й просвічує, а через Нього все обожествляється й оживляється, не є Син іншої сущности від Отця, але є з Нім односущний. Фактично, маючи участь у Ньому, стаємо учасниками Отщі, тому що Він є властивим Словом Отця. Тому, якби Він (був через участь, а не сам від себе істотним Божест образом Отця, не міг би обожествляти інших, бувши й обожествленним». В іншому місці стверджує: «Заради того Син Божий став Сином Чоловічим, щоб сини людські, тобто Адама, стали синами Бога… Тому-то Син Божий зазнав смерті…, щоб сини людські стали учасниками життя Божого… Він, отже, є Сином Божим з природи, а не з ласки». Послідовно розвиває цю думку Атанасій й про Духа Святого: «Коли ж, отже, ми стаємо учасниками Божої природи під дією Духа Святого, ніхто, хто не є божевільним, не зможе казати, що Дух Святий не має Божої природи, але природу сотворену. Бо обожествленні стають такими тільки завдяки замешканню в них Святого Духа. Якщо Дух чинить людей Божими, немає сумніву, що Він є Божої природи».
Кирило Єрусалимський в своїх Катехезах часто торкається справи освячення силою Святого Духа: «Вода обмиває з-зовні, Дух досконало очищує душу з середини… Якщо вогонь, переходячи товщину заліза, робить його повністю вогнем так, що з холодного стає гарячим і з чорного — жевріючим; якщо вогонь, який є матеріяльним, проходить товщину заліза й без перешкоди діє в ньому, то чому дивуватися, що Дух Святий входить у нутро душі?» (Catech. 17, 14). Кирило називає Духа аго діючою ласкою.
Св. Василій, боронячи Божество Слова й Святого Духа проти платоніка Евномія, пише: «Дух Святий, стаючи присутнім поодиноко у тих, що є здатні до того, вливає в усіх цілу й достаточну ласку… Той самий Дух в тих, що є очищені від усякої скверни, вливає світло через з'єднання з ними і робить їх одухотвореними. Як тіла в контакті з променем світла стають ясними, світляними й блискучими самі по собі й назовні від себе поширюють світло, так само й душі, які гостять Духа й є Духом просвічені, також стають духовними й уділяють ласку іншим. Звідси тведість в Бозі, звідси подібність до Бога, і звідси одержується те, що найбільше можна собі бажати й що зветься „ставатися Богом“».
Кирило Александрійський, поборюючи несторіянізм, прояснює ласку як відтворення Богочоловіцтва Христа в душі вірного: «Ми, отже, підносимось до надприродної гідности при помочі Христа; не стаємось властивими дітьми Божими, як Він невідмінними від Отця, але при помочі ласки, якою Його наслідуємо.» Він фактично є правдивим Сином, що походить від Отця, а ми є законними (адоптованими) синами через Його благочинність, одержуючи цю ласку: «Я сказав вам, що ви є богами й всі синами Найвищого… Через Слово, яке лучить з собою людство… лишаючись Божої природи… слуга (людина) осягає усиновлення завдяки дії правдивого Сина … Тому ми називаємося й дійсно є синами Бога, ми, що одержали духовне відродження при помочі віри… Ми є учасниками Божої природи не лише ласкою, яка веде нас до небесної слави, але також тому, що маємо Бога з нами».

## Католицька Церква
Католицька Церква недвозначно виступила проти лютеранства на Тридентському Соборі (1545—1563). Жоден інший Собор не може порівнятися з Тридентським щодо часу тривалості й драматичних подій, величі, програми й наслідків, які творять багату наукову й дисциплінарну спадщину. Складна історія Тридентського Собору вказує на заплутаний політичний, соціальний і релігійний вузол проблем першої половини XVI сторіччя, спричинений переважно вибухом лютеранства й послідовною його «реформою». Критичні обставини Церкви були ще побільшені революційним рухом, який постав у Німеччині, Швейцарії, Франції, Голландії й у сусідніх краях.
Тридентські канони були тим знаряддям, яке перешкодило повені Реформи змити з собою цілу Церкву. Це був болючий поділ, але католицька Церква, згуртована навколо наслідника Петра, залишилась на ногах і знайшла силу очиститися й взяти знову пряму дорогу. Тут треба підкреслити тридентські постанови, які повертають назад правдиву природність світу ласки, що був заплутаний ідеями Лютера і його послідовників. Але підтвердження надприродного не є шкодою для природи. Учительський уряд Церкви, ведений й просвічений Святим Духом, згідно з Божими обітницями привертає в Триденті рівновагу, порушену контрастом між давнім пелагіянізмом (що ніколи не вмер!) і недавнім лютеранством. Ми вже згадали перед тим, що один і другий протирічать собі в оцінці людини за первородним гріхом, але погоджуються в тому, що просто вважають первісну справедливість-праведність прародичів чимсь природним. Собор (зе88. V) потверджує осудження Пелагія, стверджуючи дійсність первородного гріха й його успадкування як стан провини й кару, а передусім як позбавлення ласки. Адже Адам, не слухаючи Бога, утратив святість і справедливість-праведність, якими був збагачений, і став обмеженим в душі й тілі (сап. 1); ця втрата не лише пошкодила першому батькові, але також його нащадкам, які приходять на світ заражені гріхом (сап. 2). Шкода, спричинена Адамом, передається не лише наслідуванням, але також походженням, і може бути знята хрещенням, яке на підставі заслуг Христа Спасителя повертає ласку й вириває гріх, хоч залишається пожадливість, яка не є гріхом, але нахилом до гріха, що не є непереможеним (сапп. 3-5).
Варто зацитувати 7-й розділ дослідження (Denz. 799), що є дуже важливим, бо визначає суть оправдання. Її подаємо в цілості: «За розпопоженням і приготуванням йде оправдання, яке є не лише прощенням гріхів, але також освяченням і відновленням внутрішньої людини з допомогою вільного прийняття ласки і дарів, яклми людина неправедна стає праведною, з ворога — приятелем, тому що е нащадком, за надією, вічного життя (Тит ?, 7). Причинами того оправдання є: причина цілева, що нею є слава Бога й Христа й життя вічне; причина діюча, абож милосердний Бог, який даром очищує й освячує; причиною заслуговуючою є Його улюблений Син Єдинородний, Господь наш Ісус Христос, який нам, що були ворогами, заради своєї безмежної любові, якою нас полюбив (Еф 3, 4), своїми пресвятими стражданнями і деревом хресним вислужив нам оправдання й за нас задосить учинив Бог-Отцеві; причиною інструментальною є тайна хрещення, яка є тайною віри, без якої ніхто й ніколи не одержав оправдання; врешті, єдиною формальною причиною є справедливість Бога, не та, якою Він є справедливий, але та, якою Він робить нас справедливими, тобто нам дарована, якою нас оновлено в дусі. Завдяки цьому ми не лише вважаємось, але ми називаємося й дійсно є праведними, й кожен з нас одержує власну справедливість-праведність, згідно з мірою, з якою Дух Святий дав кожному по його благоволінню і згідно з розположенням і приготуванням кожного».
Тридентський Собор потвердив, згідно з традиційною наукою, різницю між природою й ласкою, взагалі між природним й надприродним порядком. Осудження Байо, який змішував один і другий лад, ствердило цю різницю, яка знову була закаламучена модерністським напрямком наших часів, як про то вже говорилось у 1-му томі цієї праці («Сотворення»). Не повторюючи того, що вже було сказане, пригадуємо, що згідно з самим Святим Письмом спасення й ласка Божа творять сферу дару, вільного впливу Божої доброти й Божої любови на Його сотворіння, особливо ж після первородного гріха. Цей дар є за своєю природою даром даним і незаслуженим, як це постійно й чітко підкреслюють св. Павло й св Іван. Отже, ласку можна назвати, і вона в дійсності є корисною й придатною, навіть необхідною для грішної людини, але вона не може бути висловом права й справедливосте. Характер дарування (даровизна) є вже у воплоченні Божого Слова, яке не було само з себе необхідністю, хоч би навіть людина потребувала допомоги Християнська містика й аскетика в їхньому тисячолітньому розвитку доводять, що свідомість містиків глибоко відчувала даррвизну-незаслуженість. Кожна богословська система, навіть моліністична, так дуже запобіглива про свободу й співпрацю людини, завжди стверджують, що головним Автором цілої справи спасіння є Бог, який уділяє ласку як світло, як очищення, як відроджуючу силу й піднесеная.

## Лютеранство
На початку XVI ст. вибухла так звана Реформа, яку викликав Мартін Лютер, німецький монах-авґустинець (1483—1546).
В дійсності цей рух був підготовлений раніше різними ідеями й фактами. По осудженні пелагіанізму наука св. Августина, що підносила надприродний елемент і обмежувала можливості людської природи, щораз то більше утверджувалася, часто з перебільшеннями, які чимраз то далі приносили різні помилки (предестинаціянізм, волюнтаризм, песимістичний містицизм, богословський детермінізм). До складного напрямку, названого авґустиніянством, якому до певної міри ставив перешкоди томістичний напрямок, долучився номіналізм.

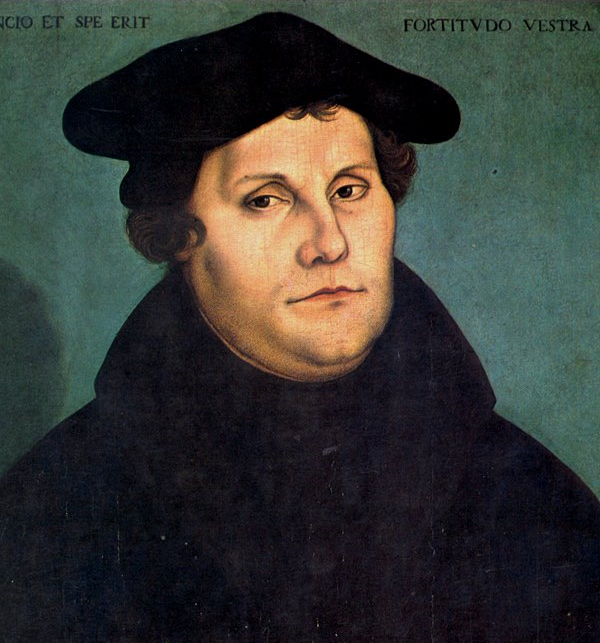
Мартін Лютер

Варто пригадати також гуманізм XIV сторіччя, який виховував натуралістичний індивідуалізм. Під кінець, треба мати на увазі різні прояви невдоволення пізнього середньовіччя проти ієрархічної Церкви, якою погорджували й намагались змінити Церквою харизматичною, невидимою й вільною (секта пратів, Віклеф, Гус і інші). Численні елементи тих і інших напрямків збігаються в науці Лютера, який, однак, мав особисті, незвичайні засоби, щоб стати реформатором великої ваги та глибоко позначився в релігійній, моральній і світській історії аж до наших днів.
Але, як то звичайно трапляється у надзвичайних особистостей, Лютер у трагічному контрасті між своїми послідовниками й католицькою Церквою зробився міфом з двома різними, цілковито протилежними обличчями. За чотири сторіччя завзятої боротьби його особистість і його думки підлягли таким маніпуляціям з одного й з другого боку, що сьогодні дуже важко створити об'єктивний образ. 3-поміж величезної літератури про Лютера достатньо пригадати, наприклад, дослідження А. Рішля (А. Ritschl), протестанта, і Деніфля (Deniffle), католика: в першого оборона й вивищення реформатора, а в другого - дискваліфікація людини і його науки. Останніми роками, після святкувань століття Реформи (1917 р.), протестанти й католики віддалися з більшою пильністю студіям джерел, щоб осягнути історичну правду. Але постає нова небезпека від екуменізму, освяченого II Ватиканським Собором. Реабілітація Лютера з'явилась вже перед Собором у католицького історика Лортца (Lortz); ніціятива ж дала сходи у сучасніших дослідженнях. Навернені католики, такі як Ван де Пол (Van de Pol) і Тодд (Todd) подали нам оптимістичне представлення Лютера й його науки. З іншого боку, з'явилися історично-наукові студії, які намагаються знецінити Тридентський собор і його протилютеранську науку.
Здібний геній Лютера, але емоційного темпераменту, нервозний, вибуховий, часто легко доводив його від щасливого захоплення до меланхолії й смутку. Народжений і вихований у довкіллі давньої віри й суворої дисципліни, він мав також схильність до пієтизму і навіть містицизму. Вступаючи до монастиря, Лютер швидко спостеріг трагічне протиріччя, описане св. Павлом, між тілом і духом, між кволою волею й Божим законом. Однак ми признаємо, що Лютер відчував і переживав страшну проблему в своєму схвильованому дусі: як погодити щире бажання святостіз тиранією пристрастей, які його штовхали до гріха. В ньому була невблагальна свідомість гріха й він не бачив ліку в правильному вживанні Святих Тайн. Майже в розпачі звертався він до Бога й поволі дійшов до переконання, що між його сумлінням і Богом не повинно бути жодного посередника. Тут є перший корінь заперечення ієрархічної Церкви й її сакраментальної будови, а також початкова орієнтація в сторону індивідуалістичної релігії, яка з часом сполярізується навколо Божого Слова (Святого Письма), сприйнятого вірою й інтерпретованого особистим способом у світлі, вимоленому у Святого Духа.
Читання Святого Письма, переважно св. Павла, привело його до нового поняття про первородний гріх, про відкуплення й освячення людини, поняття, яке він протиставив науці католицької Церкви, а його послідовники виносять як велике відкриття Лютера. 
| Це особисте відношення, пряме, живе та існуюче між віруючим і Словом Божим, присутнє й творче, набуте об'єктивно і без посередників прямо з читання Святого Письма, стало від того часу однією з найважливіших характеристик реформаторської побожности почитання й нового поняття релігії[10] | . І продовжує, підкреслюючи внутрішність релігії, наче б Лютер був її винахідником, або може й вважав його за такого, тому що мав перед очима скристалізовану й формалістичну побожність свого довкілля, але не знав багатств середньовічного аскетизму, про який свідчило стільки святих, та не знав здобутків схоластичного богослов'я, кульмінацію якого знаходимо у св. Бонавентури й св. Томи, але нею нехтував у скаліченому й здеформованому образі окгамізму, жертвою якого був до певної міри. Претензійний винахід Лютера полягає радше на його викресленні Церкви й її Учительського уряду з відносин між людиною й Богом, які вій розумів виключно через посередництво слова Божого, повіреного проповідництву -поодиноких осіб. Таке «відкриття», протирічне Євангелію, виявилось плідним на незліченні відхилення. Лютер, що залюбки читав Авґустина, міг роздумувати над славними словами великого Доктора: |  | Я не прийняв би Євангелія, якщо б Церква мені його не передала й не наказала вірити в нього |.
Брак послідовносте, яка панує в писаннях Лютера, дає можливість для двозначних інтерпретацій поняття віри, свободи й оправдання; але є незмінні точки в реформатора, які можуть пролити світло на його змінливу, неокресленої форми науку. Відправні точки Лютера наступні:
- первородна, первісна праведність прародичів не була незаслуженим даром, випадково доданим до природи, але була повністю згідна з природою й вроджена: «Належало до природи Адама любити Бога, в Бога вірити й Бога пізнавати. Ті речі були Адамові так природними, як природним для очей є сприймати світло»[11][12]

- первородний гріх послідовно був глибоким пошкодженням, внутрішньою руїною людської природи й то такою руїною, що ушкоджена ' нею людина не може робити нічого іншого, тільки зло: «Первородний гріх є вродженим злом, яке лишається в нас назавжди; зло, яке триватиме так довго, скільки житимемо; його можна назвати вродженим станом вічної смерті»[13]

## Кальвінізм
Реформа мала дальший розвиток, особливо в Жана Кальвіна, Мікаеля Байо (Michael Baius) й Янсенія (Giansenio). Кальвін, народився в Нойоні, але жив у Женеві (1509—1564). 

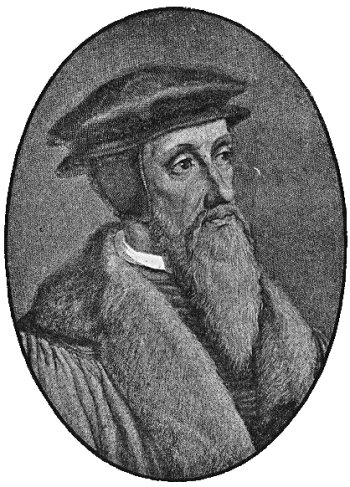
Жан Кальвін

 Він прийняв у великій частині лютеранство, поєднуючи його з своїми власними поглядами й зводячи це все до системи у Institutio Christianae religionis, яка сприяла успішному поширенню Реформи серед латинських народів. Кальвін загально згоджується з Лютером в думці про справедливість-праведність і про первородний гріх, про довірливу віру й наше оправдання, про марноту діл до спасіння й про застосування заслуг Христа. Додає, однак, від себе поняття про певність не лише оправдання (Лютер), але й вічного спасіння, на підставі несприймання ласки, а ставить на її місце невмолиме наперед-призначення до раю або до пекла, без огляду на будь-які заслуги чи провини.
Можна сказати, що Кальвін — це архітектор Реформи, над яким з одного боку тяжіє песимізм, а з другого — він практично його відкидає дивним твердженням і зміцненням людської свободи, яку виводить від Цвінґлі (Zwingli), швейцарського реформатора, якому Кальвін багато завдячує.

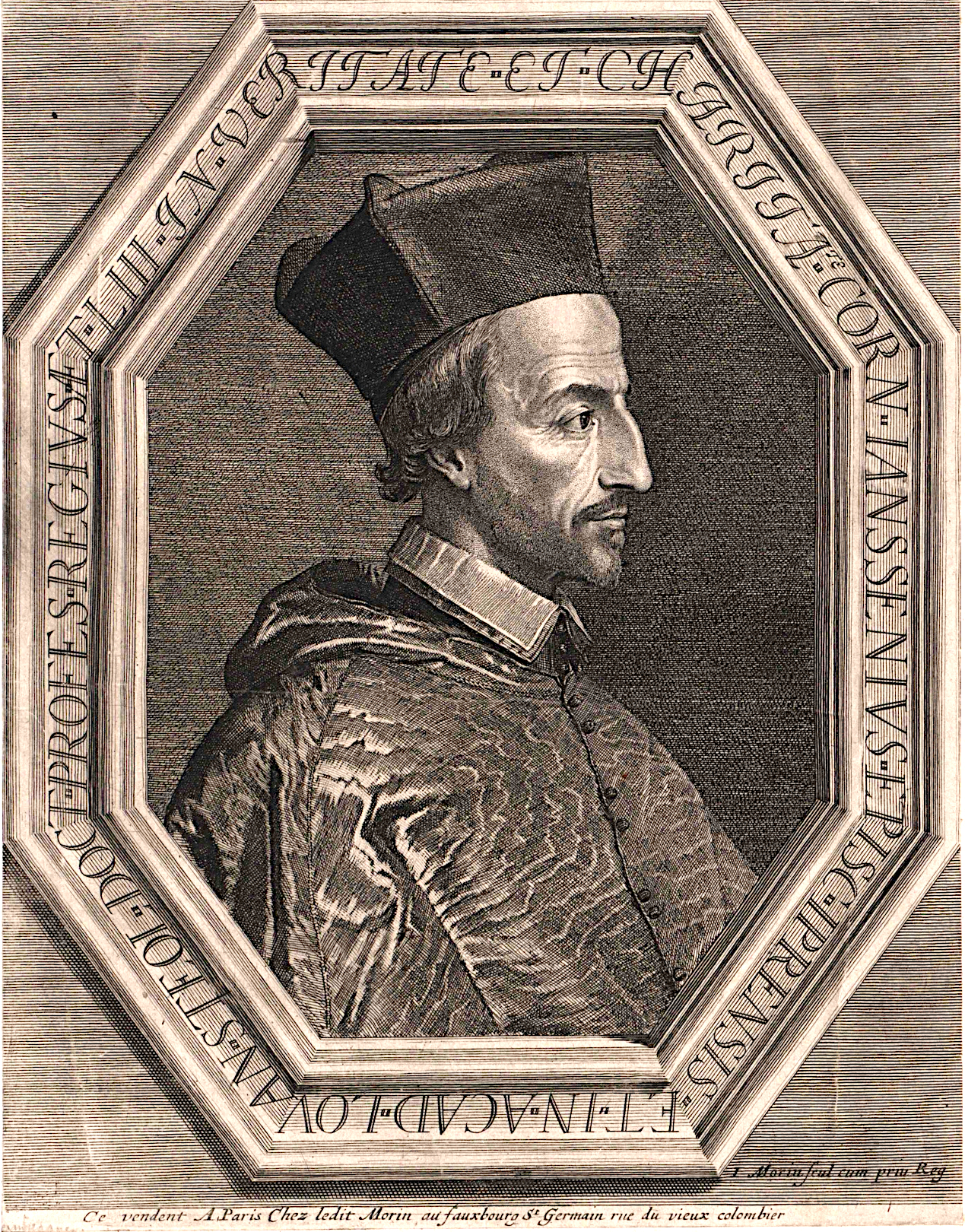
Корнелій Янсеній, основоположник єретичної течії янсенізму.

Щоб полагодити різкість контрасту між богослів'ям Реформи й наукою католицької Церкви, виступив Мікаель Байо (rus) (+1589), який закінчив університет у Лувені. Але результатом цього намагання була теорія ще лукавіша, ніж у Лютера й Кальвіна. Головні тези теорії Байо:

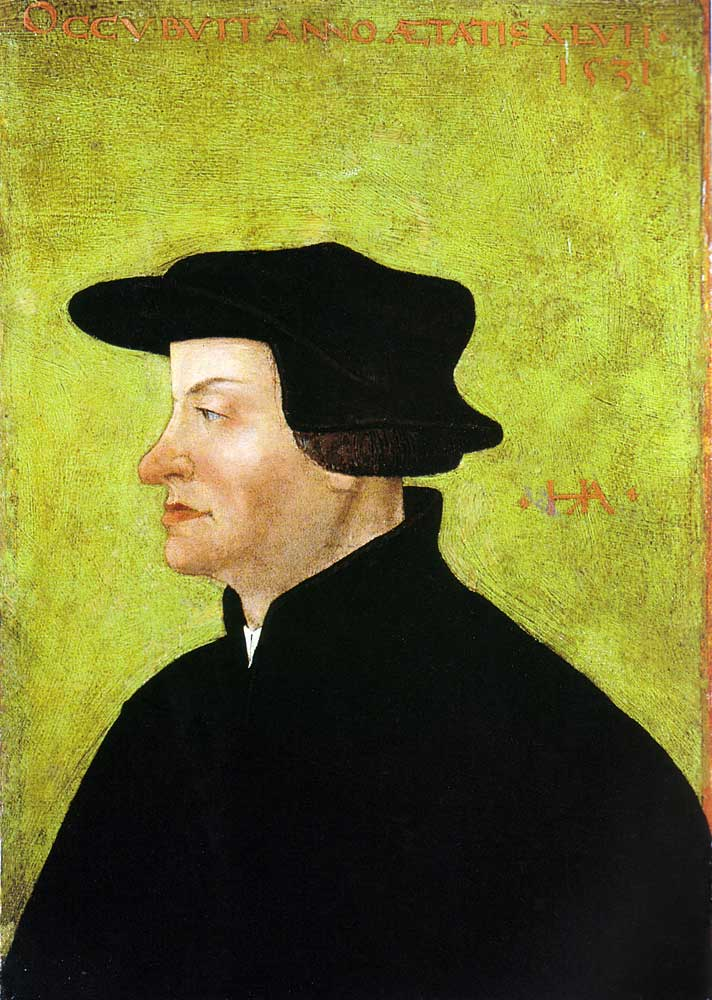
Ульріх Цвінглі

- первісна справедливість-праведність (благодать й дарування) була властивим посагом людської природи;
- первородним гріхом людська природа знесилилась, переважно в свобідній волі, яка тому стала сильно схильною до зла: однак свобода не завмерла, тому, хоч і є спрямована внутрішньо необхідністю, є, однак, забезпеченою від зо примусу;
- людина по первородному грісі трапила під панування телесної пристрасті;
- благодать є абсолютно необхідною для кожного навіть найменшого доброго діла: без благодаті людина залишається активною лише на вегетативній і чуттєвій площині;
- але благодать не є дійсністю надприродною, хоч і вона є енергією, що доповнює природу в її порядкові, тому що людина може виповнити Божий закон способом їй вродженим, бо ласка в дійсності є рівнозначна з зберіганням заповідей;
- благодать впливає, щоб людина виконувала діла природні, які за установою Божою мають силу заслуговувати життя вічне;
- людина була завжди опанована й наснажувана двоякою любов'ю: правильною, яка веде її до творення добра, а другою злою, яка штовхає її до злого; правильна любов, порушувана Святим Духом, залишається завжди природною, Дух Святий, отже, стає співчинником людини в кожному доброму ділі, й тому всі справи невірних є грішними, і тільки замасковані чеснотливістю;
- весь промисел благодаті має динамічний характер і згоджується з добрими справами людської природи, віна теж впорядковується Духом Святим. Байо не приймає природної моралі, але тільки богословську етику, яка включає ласку як суцільний елемент природи, зараженої первородним гріхом.

Іншим католиком, який пробував погодити лютеранську теорію з наукою Церкви, був голландець Янсеній (+ 1638), єпископ, який засвоїв ідеї Байо через свого приятеля Джованні Дювержіє (Giovanni Duvigier) Але він додав чимало з писань св. Авґустина, які часто повторює. Читання писань св. Августина довело до того, що Янсеній написав працю під назвою Augustinus, seu doctrina S. Augustini de humanae naturae sanitate, aegritudine, medicina adversus Pelagium et Massilienses. Працю видано по смерті автора, папа Урбан VII (1641 р.) її осудив. Постали завзяті суперечки, тому Іннокентій X звелів комісії вчених ґрунтовно простудіювати цю пращо. Члени комісії знайшли в ній 5 речень-думок, гідних осудження. Янсеній, подібно як і Байо, вважав, що людська природа обмежилась первородним гріхом, втрачуючи ласку, яка була їй властивою Відтак воля грішної людини не є в спромозі робити що-небудь доброго, тому ласка є необхідною навіть до найменшої морально доброї справи. Людина є під владою подвійного уподобання (див. дві любови Байо) — одне небесне, а друге земне: перше безумовно приводить до доброго, а друге — стрімко до зла. Уподобання небесне, переможець волі — це ласка чинна, якій воля не може опертися й яку людина обов'язково потребує, щоб творити добро. Цією чинною ласкою Бог наділяє лише наперед призначених, яких допускає до життя вічного без жодних власних заслуг, а тільки заради Божого благовоління. Аналогічно — осуджені пропадають з Божої волі.